# Barthelémy Adoukonu
Barthelémy Adoukonu (ur. 18 września 1957) – beniński bokser, uczestnik Letnich Igrzysk Olimpijskich 1980. 
Podczas tych igrzysk startował w wadze piórkowej. W pierwszej fazie miał wolny los. W drugiej spotkał się z Anicetem Sambo z Madagaskaru. W drugiej rundzie Sambo został zdyskwalifikowany, przez co Adoukonu wygrał i awansował do następnej fazy. Tam zmierzył się z Bułgarem, Caczo Andrejkowskim. W drugiej rundzie Bułgar znokautował Adoukonu’a (w 51 sekundzie), a tym samym beniński bokser przegrał; łącznie zajął 9. miejsce.